# Campionat d'Europa de bàsquet masculí de 1959
L'edició XI del Campionat d'Europa de bàsquet masculí se celebrà a Turquia del 21 de maig al 31 de maig del 1959. El campionat comptà amb la participació de 17 seleccions nacionals.

## Grups
Els disset equips participants foren dividits en quatre grups de la forma següent:
| Grup A         | Grup B     | Grup C         | Grup D  |
| -------------- | ---------- | -------------- | ------- |
| Finlàndia      | Bèlgica    | RDA            | Iran    |
| Polònia        | Bulgària   | França         | Àustria |
| Espanya        | Iugoslàvia | Israel         | Romania |
| Txecoslovàquia | Turquia    | Itàlia         | Hongria |
|                |            | Unió Soviètica |         |

## Primera fase

### Grup A
| Equip          | J | G | P | T+  | T-  | DT   | PTS |
| -------------- | - | - | - | --- | --- | ---- | --- |
| Txecoslovàquia | 3 | 3 | 0 | 260 | 160 | +100 | 6   |
| Polònia        | 3 | 2 | 1 | 184 | 197 | -13  | 5   |
| Espanya        | 3 | 1 | 2 | 177 | 189 | -12  | 4   |
| Finlàndia      | 3 | 0 | 3 | 147 | 222 | -75  | 3   |

#### Resultats[2]
| Data     | Partit         | Partit | Partit    | Resultat |
| -------- | -------------- | ------ | --------- | -------- |
| 21.05.59 | Finlàndia      | -      | Polònia   | 57-72    |
| 22.05.59 | Txecoslovàquia | -      | Espanya   | 85-62    |
| 23.05.59 | Espanya        | -      | Finlàndia | 57-43    |
| 24.05.59 | Txecoslovàquia | -      | Polònia   | 82-51    |
| 25.05.59 | Txecoslovàquia | -      | Finlàndia | 93-47    |
| 25.05.59 | Polònia        | -      | Espanya   | 61-58    |

### Grup B
| Equip      | J | G | P | T+  | T-  | DT  | PTS |
| ---------- | - | - | - | --- | --- | --- | --- |
| Bulgària   | 3 | 2 | 1 | 219 | 208 | +11 | 5   |
| Bèlgica    | 3 | 2 | 1 | 196 | 187 | +9  | 5   |
| Iugoslàvia | 3 | 2 | 1 | 202 | 202 | 0   | 5   |
| Turquia    | 3 | 0 | 3 | 173 | 193 | -20 | 3   |

#### Resultats
| Data     | Partit     | Partit | Partit     | Resultat |
| -------- | ---------- | ------ | ---------- | -------- |
| 21.05.59 | Bèlgica    | -      | Turquia    | 61-50    |
| 22.05.59 | Bulgària   | -      | Iugoslàvia | 80-72    |
| 23.05.59 | Turquia    | -      | Iugoslàvia | 66-70    |
| 24.05.59 | Bulgària   | -      | Bèlgica    | 77-79    |
| 25.05.59 | Iugoslàvia | -      | Bèlgica    | 60-56    |
| 25.05.59 | Bulgària   | -      | Turquia    | 62-57    |

### Grup C
| Equip          | J | G | P | T+  | T-  | DT   | PTS |
| -------------- | - | - | - | --- | --- | ---- | --- |
| Unió Soviètica | 4 | 4 | 0 | 316 | 173 | +143 | 8   |
| França         | 4 | 3 | 1 | 252 | 228 | +24  | 7   |
| Itàlia         | 4 | 2 | 2 | 250 | 233 | +17  | 6   |
| Israel         | 4 | 1 | 3 | 248 | 308 | -60  | 5   |
| RDA            | 4 | 0 | 4 | 204 | 328 | -124 | 4   |

#### Resultats
| Data     | Partit         | Partit | Partit         | Resultat |
| -------- | -------------- | ------ | -------------- | -------- |
| 21.05.59 | Itàlia         | -      | Israel         | 74-59    |
| 21.05.59 | Unió Soviètica | -      | França         | 80-48    |
| 22.05.59 | RDA            | -      | Unió Soviètica | 37-87    |
| 22.05.59 | França         | -      | Israel         | 77-66    |
| 23.05.59 | Israel         | -      | RDA            | 79-67    |
| 23.05.59 | França         | -      | Itàlia         | 50-47    |
| 24.05.59 | Itàlia         | -      | RDA            | 85-65    |
| 24.05.59 | Unió Soviètica | -      | Israel         | 90-44    |
| 25.05.59 | França         | -      | RDA            | 77-35    |
| 25.05.59 | Unió Soviètica | -      | Itàlia         | 59-44    |

### Grup D
| Equip   | J | G | P | T+  | T-  | DT   | PTS |
| ------- | - | - | - | --- | --- | ---- | --- |
| Romania | 3 | 3 | 0 | 210 | 149 | +61  | 6   |
| Hongria | 3 | 2 | 1 | 254 | 153 | +101 | 5   |
| Iran    | 3 | 1 | 2 | 145 | 216 | -71  | 4   |
| Àustria | 3 | 0 | 3 | 133 | 224 | -91  | 3   |

#### Resultats
| Data     | Partit  | Partit | Partit  | Resultat |
| -------- | ------- | ------ | ------- | -------- |
| 21.05.59 | Hongria | -      | Iran    | 109-48   |
| 22.05.59 | Romania | -      | Àustria | 83-48    |
| 23.05.59 | Àustria | -      | Hongria | 43-92    |
| 23.05.59 | Iran    | -      | Romania | 48-65    |
| 24.05.59 | Àustria | -      | Iran    | 42-49    |
| 24.05.59 | Romania | -      | Hongria | 62-53    |

## Segona fase

### Grup 1 (del 1r al 8è lloc)
| Equip          | J | G | P | T+  | T-  | DT  | PTS |
| -------------- | - | - | - | --- | --- | --- | --- |
| Unió Soviètica | 3 | 3 | 0 | 213 | 179 | +34 | 6   |
| Hongria        | 3 | 2 | 1 | 190 | 177 | +13 | 5   |
| Bulgària       | 3 | 1 | 2 | 181 | 190 | -9  | 4   |
| Polònia        | 3 | 0 | 3 | 172 | 210 | -38 | 3   |

#### Resultats
| Data     | Partit         | Partit | Partit         | Resultat |
| -------- | -------------- | ------ | -------------- | -------- |
| 27.05.59 | Unió Soviètica | -      | Polònia        | 78-59    |
| 27.05.59 | Bulgària       | -      | Hongria        | 52-67    |
| 28.05.59 | Hongria        | -      | Polònia        | 63-56    |
| 28.05.59 | Unió Soviètica | -      | Bulgària       | 66-60    |
| 29.05.59 | Bulgària       | -      | Polònia        | 69-57    |
| 29.05.59 | Hongria        | -      | Unió Soviètica | 60-69    |

### Grup 2 (del 1r al 8è lloc)
| Equip          | J | G | P | T+  | T-  | DT  | PTS |
| -------------- | - | - | - | --- | --- | --- | --- |
| França         | 3 | 3 | 0 | 179 | 164 | +15 | 6   |
| Txecoslovàquia | 3 | 2 | 1 | 191 | 160 | +31 | 5   |
| Bèlgica        | 3 | 1 | 2 | 191 | 218 | -27 | 4   |
| Romania        | 3 | 0 | 3 | 187 | 206 | -19 | 3   |

#### Resultats
| Data     | Partit         | Partit | Partit         | Resultat |
| -------- | -------------- | ------ | -------------- | -------- |
| 27.05.59 | Txecoslovàquia | -      | Bèlgica        | 76-49    |
| 27.05.59 | Romania        | -      | França         | 52-61    |
| 28.05.59 | Bèlgica        | -      | França         | 63-66    |
| 28.05.59 | Romania        | -      | Txecoslovàquia | 59-66    |
| 29.05.59 | Romania        | -      | Bèlgica        | 76-79    |
| 29.05.59 | França         | -      | Txecoslovàquia | 52-49    |

### Grup 3 (del 9è al 17è lloc)
| Equip      | J | G | P | T+  | T-  | DT  | PTS |
| ---------- | - | - | - | --- | --- | --- | --- |
| Iugoslàvia | 2 | 2 | 0 | 175 | 119 | +56 | 6   |
| RDA        | 2 | 1 | 1 | 122 | 145 | -23 | 5   |
| Àustria    | 2 | 0 | 2 | 108 | 141 | -33 | 4   |

#### Resultats
| Data     | Partit     | Partit | Partit     | Resultat |
| -------- | ---------- | ------ | ---------- | -------- |
| 26.05.61 | Iugoslàvia | -      | Àustria    | 80-58    |
| 27.05.59 | RDA        | -      | Iugoslàvia | 61-95    |
| 28.05.59 | RDA        | -      | Àustria    | 61-50    |

### Grup 4 (del 9è al 17è lloc)
| Equip   | J | G | P | T+  | T-  | DT  | PTS |
| ------- | - | - | - | --- | --- | --- | --- |
| Itàlia  | 2 | 2 | 0 | 138 | 100 | +38 | 4   |
| Turquia | 2 | 1 | 1 | 108 | 123 | -15 | 3   |
| Espanya | 2 | 0 | 2 | 95  | 118 | -23 | 2   |

#### Resultats
| Data     | Partit  | Partit | Partit  | Resultat |
| -------- | ------- | ------ | ------- | -------- |
| 26.05.59 | Turquia | -      | Espanya | 53-50    |
| 27.05.59 | Turquia | -      | Itàlia  | 55-73    |
| 28.05.59 | Itàlia  | -      | Espanya | 65-45    |

### Grup 5 (del 9è al 17è lloc)
| Equip     | J | G | P | T+  | T-  | DT  | PTS |
| --------- | - | - | - | --- | --- | --- | --- |
| Israel    | 2 | 2 | 0 | 124 | 98  | +26 | 4   |
| Finlàndia | 2 | 1 | 1 | 124 | 93  | +31 | 3   |
| Iran      | 2 | 0 | 2 | 80  | 137 | -57 | 2   |

#### Resultats
| Data     | Partit | Partit | Partit    | Resultat |
| -------- | ------ | ------ | --------- | -------- |
| 26.05.59 | Israel | -      | Finlàndia | 56-55    |
| 27.05.59 | Iran   | -      | Finlàndia | 37-69    |
| 28.05.59 | Israel | -      | Iran      | 68-43    |

## Fase final

### Grup 1 (del 1r al 4t lloc)
| Equipo         | J | G | P | T+  | T-  | DT  | PTS |
| -------------- | - | - | - | --- | --- | --- | --- |
| Unió Soviètica | 3 | 3 | 0 | 240 | 204 | +36 | 6   |
| Txecoslovàquia | 3 | 1 | 2 | 192 | 196 | -4  | 4   |
| França         | 3 | 1 | 2 | 184 | 199 | -15 | 4   |
| Hongria        | 3 | 1 | 2 | 183 | 200 | -17 | 4   |

#### Resultats
| Data     | Partit         | Partit | Partit         | Resultat |
| -------- | -------------- | ------ | -------------- | -------- |
| 30.05.59 | França         | -      | Hongria        | 60-62    |
| 30.05.59 | Unió Soviètica | -      | Txecoslovàquia | 83-72    |
| 31.05.59 | Hongria        | -      | Txecoslovàquia | 61-71    |
| 31.05.59 | Unió Soviètica | -      | França         | 88-72    |

### Grup 2 (del 5è al 8è lloc)
| Equip    | J | G | P | T+  | T-  | DT  | PTS |
| -------- | - | - | - | --- | --- | --- | --- |
| Bulgària | 3 | 3 | 0 | 194 | 158 | +36 | 6   |
| Polònia  | 3 | 2 | 1 | 198 | 203 | -5  | 5   |
| Bèlgica  | 3 | 1 | 2 | 196 | 222 | -26 | 4   |
| Romania  | 3 | 0 | 3 | 194 | 199 | -5  | 3   |

#### Resultats
| Data     | Partit   | Partit | Partit  | Resultat |
| -------- | -------- | ------ | ------- | -------- |
| 30.05.59 | Bulgària | -      | Romania | 53-52    |
| 30.05.59 | Polònia  | -      | Bèlgica | 74-68    |
| 31.05.59 | Polònia  | -      | Romania | 67-66    |
| 31.05.59 | Bulgària | -      | Bèlgica | 72-49    |

### Grup 3 (del 9è a l'11è lloc)
| Equip      | J | G | P | T+  | T-  | DT  | PTS |
| ---------- | - | - | - | --- | --- | --- | --- |
| Iugoslàvia | 2 | 2 | 0 | 150 | 130 | +20 | 6   |
| Itàlia     | 2 | 1 | 1 | 151 | 134 | +17 | 5   |
| Israel     | 2 | 0 | 2 | 110 | 147 | -37 | 4   |

#### Resultats
| Data     | Partit     | Partit | Partit     | Resultat |
| -------- | ---------- | ------ | ---------- | -------- |
| 29.05.59 | Itàlia     | -      | Iugoslàvia | 76-78    |
| 30.05.59 | Iugoslàvia | -      | Israel     | 72-54    |
| 31.05.59 | Itàlia     | -      | Israel     | 75-56    |

### Grup 4 (del 12è al 14è)
| Equip     | J | G | P | T+  | T-  | DT  | PTS |
| --------- | - | - | - | --- | --- | --- | --- |
| Turquia   | 2 | 2 | 0 | 116 | 110 | +6  | 4   |
| Finlàndia | 2 | 1 | 1 | 117 | 111 | +6  | 3   |
| RDA       | 2 | 0 | 2 | 102 | 114 | -12 | 2   |

#### Resultats
| Data     | Partit  | Partit | Partit    | Resultat |
| -------- | ------- | ------ | --------- | -------- |
| 29.05.59 | Turquia | -      | RDA       | 54-53    |
| 30.05.59 | RDA     | -      | Finlàndia | 49-60    |
| 31.05.59 | Turquia | -      | Finlàndia | 62-57    |

### Grup 5 (del 15è al 17è lloc)
| Equip   | J | G | P | T+  | T-  | DT  | PTS |
| ------- | - | - | - | --- | --- | --- | --- |
| Espanya | 2 | 2 | 0 | 135 | 75  | +60 | 4   |
| Àustria | 2 | 1 | 1 | 93  | 113 | -20 | 3   |
| Iran    | 2 | 0 | 2 | 91  | 131 | -40 | 2   |

#### Resultats
| Data     | Partit  | Partit | Partit  | Resultat |
| -------- | ------- | ------ | ------- | -------- |
| 29.05.59 | Espanya | -      | Àustria | 64-33    |
| 30.05.59 | Àustria | -      | Iran    | 60-49    |
| 31.05.59 | Espanya | -      | Iran    | 71-42    |

## Medaller
|                |                |        |
| Unió Soviètica | Txecoslovàquia | França |

## Classificació final[3]
| 1. - Unió Soviètica |
| 2. - Txecoslovàquia |
| 3. - França         |
| 4. - Hongria        |
| 5. - Bulgària       |
| 6. - Polònia        |
| 7. - Bèlgica        |
| 8. - Romania        |
| 9. - Iugoslàvia     |
| 10. - Itàlia        |
| 11. - Israel        |
| 12. - Turquia       |
| 13. - Finlàndia     |
| 14. - RDA           |
| 15. - Espanya       |
| 16. - Àustria       |
| 17. - Iran          |

## Trofeus individuals

### Millor jugador (MVP)[4]
| MVP                                               |
| Unió Soviètica Viktor Zubkov (jugador de bàsquet) |

### Màxims anotadors del campionat
|   | Jugador                   | Punts per partit | Punts | Partits jugats |
| - | ------------------------- | ---------------- | ----- | -------------- |
| 1 | Iugoslàvia Radivoje Korac | 27,6             | 193   | 7              |
| 2 | Romania Armand Novacek    | 19,5             | 156   | 8              |
| 3 | Finlàndia Timo Lampen     | 18,1             | 127   | 7              |
| 4 | Israel Ralph Klein        | 17,1             | 120   | 7              |
| 5 | Bèlgica Jean Steveniers   | 16,8             | 134   | 8              |

## Plantilla dels 4 primers classificats
Medalla d'or: Unió Soviètica Janis Krumins, Gennadi Volnov, Maigonis Valdmanis, Valdis Muiznieks, Viktor Zubkov (jugador de bàsquet), Arkadi Bochkarev, Yuri Korneyev, Guram Minaschvili, Mikhail Semyonov, Aleksandr Pavlovich Petrov, Vladimir Torban, Mikhail Studenetski (Entrenador: Stepan Spandarian)
Medalla d'argent: Txecoslovàquia Jiri Baumruk, Frantisek Konvicka, Bohumil Tomasek, Miroslav Skerik, Jaroslav Sip, Boris Lukasik, Jaroslav Krivy, Dusan Lukasik, Zdenek Rylich, Jiri Stastny, Jaroslav Tetiva, Bohuslav Rylich (Entrenador: Gustav Hermann)
Medalla de bronze: França Henri Grange, Robert Monclar, Maxime Dorigo, Philippe Baillet, Christian Baltzer, Andre Chavet, Jerome Christ, Jean-Claude Lefebvre, Bernard Mayeur, Michel Rat, Lucien Sedat, Henri Villecourt (Entrenador: André Buffière)
Quart lloc: Hongria Janos Greminger, Tibor Zsiros, Laszlo Banhegyi, Tibor Czinkan, Laszlo Gabanyi, Janos Simon, Janos Bencze, Zoltan Judik, Otto Temesvari, Miklos Bohaty, Arpad Glatz, Merenyi (Entrenador: Janos Pader)